# Lee Joon
Lee Joon (이준?, 李准?, I JunLR), pseudonimo di Lee Chang-sun (이창선?, 李昌宣?, I Chang-seonLR; Seul, 7 febbraio 1988), è un cantante e attore sudcoreano, ex membro del gruppo K-pop MBLAQ.

## Biografia
Lee Joon è nato e cresciuto a Seul ed ha una sorella maggiore. Si è diplomato presso la Seoul Arts High School dove si è specializzato nella danza. Si è laureato in danza moderna presso la Korea National University of Arts e ha poi frequentato la Kyung Hee Cyber University.
Ha iniziato la sua carriera come modello per varie pubblicità e come attore: ha avuto un piccolo ruolo nel primo episodio della sitcom coreana Geu bun i osinda (2008) e ha girato il film Ninja Assassin (2009) in cui ha interpretato Raizo adolescente.
Dopo essersi formato sotto Rain e la J.Tune Entertainment, Lee Joon è diventato un membro del gruppo K-pop MBLAQ. Hanno debuttato il 9 ottobre 2009 al concerto di Rain Legend of Rainism dove si sono esibiti con diversi brani presi dal loro album allora inedito Just BLAQ, che è stato distribuito il 14 ottobre successivo. A fine anno, Lee è entrato del cast permanente degli show televisivi Stella Golden Bell e Oh! My School. Il 26 febbraio 2010 è stato annunciato che Lee Joon e altri sette artisti provenienti dai 2PM, dai 2AM e dai CN Blue sarebbero stati presentatori di M Countdown.
Nel 2010 ha recitato in Jungle Fish 2, per la cui colonna sonora ha cantato due canzoni: Feeling Sad con Hong Jong-hyun e Feeling Sad (Farewell Version) con Hong Jong-hyun, Han Ji-woo, Kim Bo-ra e Shin So-yool. Nel 2011 ha dato la sua voce per il doppiaggio coreano del film Gnomeo e Giulietta.
Nel 2014 ha lasciato gli MBLAQ.

## Vita privata
Ha rivelato che soffre di disturbo bipolare.

## Filmografia

### Cinema
- Ninja Assassin, regia di James McTeigue (2009)
- Gnomeo e Giulietta (Gnomeo and Juliet), regia di Kelly Asbury (2011) – doppiaggio coreano
- Bae-uneun bae-uda (배우는 배우다?), regia di Shin Yeon-shick (2013)
- Sonnim (손님?), regia di Kim Gwang-tae (2015)
- Seoul Station (서울역?), regia di Yeon Sang-ho (2016) – voce
- Luck Key (럭키?), regia di Lee Gae-byok (2016)

### Televisione
- Jungle Fish 2 (정글피쉬 2?) – serie TV (2010)
- Salaryman chohanji (샐러리맨 초한지?) – serie TV, episodio 1 (2012)
- Yuryeong (유령?) – serie TV, episodio 1 (2012)
- Iris II: New Generation (아이리스 2 : 뉴제너레이션?) – serie TV (2013)
- Pinocchio (갑동이?) – serie TV, episodio 19 (2015)
- Vampire tamjeong (뱀파이어 탐정?) – serie TV (2016)
- Kaeri-eoreul kkeuneun yeoja (캐리어를 끄는 여자?) – serie TV (2016)
- The Silent Sea (고요의 바다?) – serie TV, 8 episodi (2021)
- Bulgasal (불가살)  – serie TV, 16 episodi (2021-2022)
- Bulg-eun dansim (붉은 단심?) – serie TV (2022)